# Distretto di Hebei
Il distretto di Hebei (cinese semplificato: 河北区; cinese tradizionale: 河北區; mandarino pinyin: Héběi Qū) è un distretto di Tientsin. Ha una superficie di 29,14 km² e una popolazione di 616.700 abitanti al 2004.